# Gora
Gora je izrazita vzpetina na Zemljinem površju, ki se dviga visoko nad okolico. Gora je višja od hriba in griča, a enotno sprejete meje med hribom in goro ni.

## Definicija
Po definiciji Združenih narodov je gora vzpetina, ki izpolnjuje enega izmed naslednjih kriterijev:
- višina več kot 2500 m nad vznožjem
- višina med 1500 in 2500 m nad vznožjem, s pobočjem strmejšim od 2 º
- višina med 1000 in 1500 m nad vznožjem, s pobočjem strmejšim od 5 º ali lokalno (v premeru 7 km) višinsko razliko več kot 300 m
- višina med 300 in 1000 m nad vznožjem in lokalno višinsko razliko več kot 300 m

Po tej definiciji je 24 % Zemljinega površja goratega. Gore pokrivajo 33 % Evrazije, 19 % Južne Amerike, 24 % Severne Amerike in 14 % Afrike.
Več gora sestavlja gorovje. Več gorovij sestavlja gorstvo.

## Nastanek gora
Gore nastajajo ob premikanju tektonskih plošč. Procese delimo na endogene ali notranje (seizmična in vulkanska aktivnost) in egzogene ali zunanje (erozija, denudacija, korozija). Procese nastajanja gora oziroma gorovij imenujemo orogeneza in epirogeneza. Nekateri osamelci so nastali z ognjeniškim delovanjem.
Ko se oceanska plošča podriva pod kontinentalno, se začnejo kamnine taliti saj tonejo v globino v toplejši del zemlje, del teh staljenih kamnin pa se pretvori v niz vulkanov na površini. Tako nastali vulkani tvorijo venec mlajših gora, kot na primer Andi na zahodni obali Južne Amerike. Istočasno se kontinentalna plošča, ki je nasedla na oceansko nariva na robu in tudi tako nastanejo nove gore. Ob stiku dveh kontinentalnih plošč nastane nagubano gorstvo. Vsa velika svetovna gorstva so nastala z velikim gubanjem in prevračanjem kamnin. Intenziteta gubanja je manjša glede na oddaljenost od cone stika, zato tu nastajajo manj nagubana gorstva.
Največje in med mlajšimi je pogorje Himalaja, ki se še vedno dviga zaradi podrivanja indijske tektonske plošče pod evrazijsko. Najvišja gora na svetu je Mount Everest v Himalaji, ki se dviga 8848 metrov nad morsko gladino. 
Najvišja znana gora v našem osončju je ognjenik Olympus Mons na Marsu, ki se dviga 27 kilometrov nad povprečno višino površja planeta. 
V Sloveniji je najvišji Triglav z 2864 m n. v.
Gorovje je stalno podvrženo eroziji vode, vetra, ledu in teže, ki znižuje nastale vzpetine, predvsem tiste iz manj odpornih kamnin. Zato so stara gorovja manj ostrih oblik, saj so običajno zgrajena iz odpornih metamorfnih kamnin.

## Vrste
Glede na nastanek in obliko poznamo naslednje vrste gora: ognjeniki, tektonski čoki ali grudaste gore, mizaste gore in osamelci.

### Ognjenik
Ognjeniki nastanejo, ko se ena tektonska plošča potisne pod drugo ali na sredi oceanov na grebenu vročih točk. Na globini okoli 100 km se pojavlja taljenje kamnin in se oblikuje magma, ki nato doseže površino. Ko magma doseže površino se navadno zgradi vulkanska gora ali stratovulkan. Primer takega vulkana sta Fudži na Japonskem in Pinatubo na Filipinih. Če magma ne morajo prrodreti na površino, da bi ustvarili goro in se strdi pod zemljo, še vedno lahko ustvari kupolo gore, kot so to Navaho Mountain v Združenih državah Amerike.

### Tektonski čok/horst
Gibanje litosferskih plošč na stiku povzroča tonjenje ene plošče na drugo. Celinske plošče so manj odporne, zato se lažje deformirajo in tvorijo gorovja. Posledica orogenega gubanja so tudi sinklinale (nižinske, vbočene gube) in antiklinale (višinske, izbočene gube).
Grudasta gorstva se že na prvi pogled razlikujejo od nagubanih v tem, da nimajo nikakršne slemenitve. Dvignjene dele površja v grudastih gorstvih imenujemo gorski čoki, ugreznjene dele pa kotline in tektonski jarki.

### Mizasta gora
Oblika mizaste gore je predvsem posledica sestave kamnik in erozijskih procesov. Znana je mizasta gora Tafelberg na Kapskem polotoku in mizaste gore v Venezueli (primer Roraima).

### Osamelec
Je osamljena vzpetina sredi večje uravnave in je lahko posledica različnih geoloških procesov. Znan osamelec je Uluru v Avstraliji.

## Podnebje
Podnebje v gorah se spreminja tako z višino, oblikovanostjo (nagib in orientacija terna), vrsto in poraščenostjo tal, eventualne bližine morja ter načina, kako sonce segreva površino Zemlje. Lahko je zelo lokalno spremenljivo. Z višino pada temperatura zraka in to približno 5,5 °C na 1000 m. Kot se povečuje nadmorska višina, se spreminja oblika padavin; iz dežja postane sneg in močnejši so vetrovi. Glede na bližino morja se spreminja tudi intenziteta in višina padavin.

## Gore kot življenjsko okolje
Gore s svojo višino segajo v višje, hladnejše plasti ozračja, zato so pogoji za preživetje ljudi, živali in rastlin ostrejši. Najvišje gore so v območju večnega snega in ledu, poleg tega pa je v teh višinah zrak že bistveno redkejši in na površini praktično ni življenja. Nenazadnje pa so strma pobočja toliko bolj izpostavljena eroziji in je tam prst tanjša ali je sploh ni, kar dodatno omejuje življenjski prostor.
Rastline in živali, ki so prilagojene na gorske habitate, so odporne na mraz in pomanjkanje hrane. Višinske cone običajno sledijo tipičnim vzorcem. Na najvišjih legah drevesa ne morejo rasti, prisotne so alpske vrste, ki spominjajo na tundro. Tik pod gozdno mejo najdemo subalpinske gozdove.
Gorski ekosistemi so zaradi občutljivega ravnovesja med bolj ranljivimi ekosistemi na Zemlji.

## Družba
Gore so na splošno manj primerne za bivanje kot nižine, zaradi težkih vremenskih razmer in malo ravninskega terena, primernega za kmetijstvo. Na 7 % površine Zemlje, ki leži nad 2500 m, živi le 140 milijonov ljudi; in le 20–30 milijonov ljudi živi nad 3000 m nadmorske višine. Z višino se zmanjšuje atmosferski tlak kar pomeni, da je na voljo manj kisika za dihanje in je zaščita pred sončnim sevanjem (UV) manjša. Znano stalno bivališč na svetu je na 5100 m, najvišja trajno dopustna višina za bivanje je na 5950 m. [36] Nad 8000 m nadmorske višine ni več dovolj kisika za nomalno človeško življenje. To je znano kot »cona smrti«.
Približno polovica prebivalcev živi v goratih Andih, v osrednji Aziji in Afriki. Prebivalci v gorah imajo manjše pridelke, kot na nižjih nadmorskih višinah. Minerali, ki se pogosto nahajajo v gorah so pomembni za rudarstvo in predstavljajo pomemben del gospodarstva teh družb. Vse bolj je za gorske skupnosti pomemben turizem, saj se v gorah običajno nahajajo nacionalni parki ali smučarska letovišča. Približno 80 % gorskih prebivalcev živi pod pragom revščine.
Iz gorskih virov se napaja večina svetovnih rek. Več kot polovica človeštva je odvisna vode iz gora.
Planinarjenje, gorsko plezanje ali alpinizem je za mnogo prebivalcev planeta šport, hobi ali poklic.

## Najvišji vrhovi

### Najvišji vrhovi sveta
- Mount Everest – 8848 m, Nepal/Kitajska
- K2 (Chogori ali Godwin Austen) – 8661 m, Pakistan/Kitajska
- Kangčendzenga – 8585 m, Nepal/Indija
- Lotse – 8501 m, Nepal/Kitajska
- Makalu – 8481 m, Nepal/Kitajska

### Najvišji vrhovi po kontinentih
- Afrika, Kilimandžaro – 5895 m, Tanzanija
- Antarktika, Vinsonov masiv – 5140 m
- Azija, Mount Everest – 8848 m, Nepal/Kitajska
- Avstralija, Mount Kosciuszko – 2230 m, Novi Južni Wales
- Evropa, Elbrus – 5638 m, Ruska Federacija (Zahodna Evropa, Mont Blanc – 4807 m, Francija)
- Severna Amerika, Denali – 6190 m, Aljaska
- Južna Amerika, Aconcagua – 6962 m, Argentina/Čile